# 代林根 (法国)
代林根（法語：Dehlingen，法語發音：[deliŋ(ɡ)ən] ⓘ；莱茵法兰克语：Dählínge）是法国下莱茵省的一个市镇，属于萨韦尔讷区。

## 地理
代林根（48°58'52"N, 7°11'30"E）面积10.02 平方千米，位于法国大東部大區下莱茵省，该省份为法国大陆部分最东部的省份，是阿尔萨斯的一部分，今与上莱茵省组成了阿尔萨斯欧洲集体，其南至上莱茵省，西南接孚日省和默尔特-摩泽尔省，西接摩泽尔省，北与德国接壤。
与代林根接壤的市镇（或旧市镇、城区）包括：卡劳森、拉兰、施米特维莱尔、比滕、洛伦岑、厄尔明根、沃埃莱尔丹让。
代林根的时区为UTC+01:00、UTC+02:00（夏令时）。

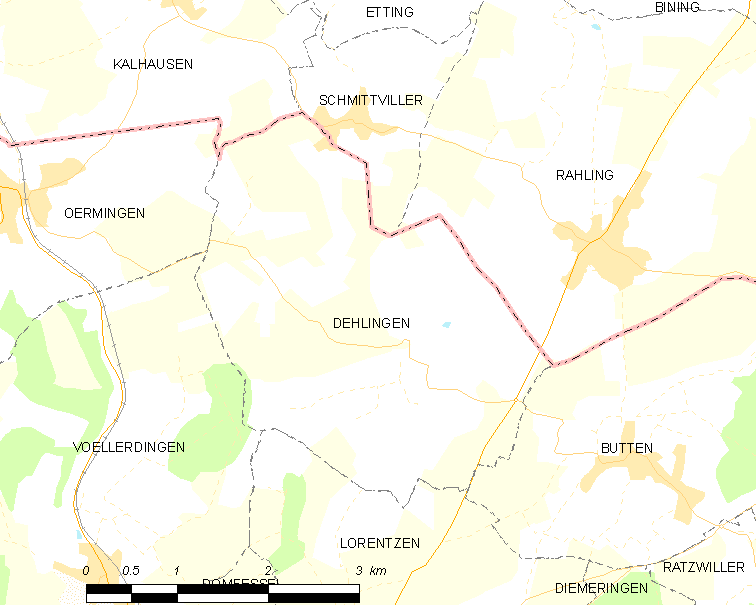
代林根的OSM定位图

## 行政
代林根的邮政编码为67430，INSEE市镇编码为67088。

## 政治
代林根所属的省级选区为英维莱尔县。

## 人口

1962-2008年间代林根人口变化图示

代林根于2022年1月1日时的人口数量为344人。